# Baldenich
Baldenich è un quartiere della città di Belluno.
È situato sulla sinistra orografica del torrente Ardo, in continuità con il Quartier Cadore con il quale è spesso confuso. La parte settentrionale è attraversata dall'arteria che congiunge il centro storico della città con la zona commerciale e artigianale di via Tiziano Vecellio la quale prosegue verso l'autostrada A27 e il Cadore.
Vi sorgono la casa circondariale di Belluno e la chiesa San Giovanni Bosco.